# پایین ده (مشهد)
پایین ده روستایی در دهستان میان ولایت بخش مرکزی شهرستان مشهد استان خراسان رضوی ایران است.

## جمعیت
بر پایه سرشماری عمومی نفوس و مسکن در سال ۱۳۹۵ جمعیت این روستا ۱٬۶۶۴ نفر (۴۴۸خانوار) بوده‌است.